# کارلو روبیا
کارلو روبیا (به ایتالیایی: Carlo Rubbia) (متولد ۳۱ مارس سال ۱۹۳۴) فیزیک‌دان و مخترع ایتالیایی است. در سال ۱۹۸۴ جایزه نوبل فیزیک به همراه سیمون واندرمیر به خاطر سهم تعیین‌کننده اش در پروژه بزرگ که به کشف ذرات می‌دانی W و z منجر شد به او اهدا شد.